# Canarium paniculatum
Espèce
Statut de conservation UICN

 EN A1cde+2ce : En danger
Canarium paniculatum est une espèce menacée d'arbres endémiques de l'île Maurice de la famille des Burseraceae et du genre Canarium.

## Sources
- (en) Strahm, W. 1998. Canarium paniculatum, Lam. & Benth.
- (en) Liste rouge (2006) des espèces menacées.